# Robert Rich, III conte di Warwick
Robert Rich (28 giugno 1611 – Londra, 29 maggio 1659) fu il terzo conte di Warwick.

## Biografia
Era figlio di Robert Rich, II conte Warwick e di Frances Hatton.
Sposò Lady Anne Cavendish, figlia di William Cavendish, II conte di Devonshire, il 9 aprile 1632 a Battersea, nel Surrey . Dall'unione nacque un solo figlio:
- Robert, che sposò nel 1657 Frances Cromwell, figlia di Oliver Cromwell.

Sposò in seconde nozze Anne Cheeke , figlia di Sir Thomas Cheeke. Dal secondo matrimonio nacquero altri tre figli:
- Anne (?-?), che sposò Thomas di Barrington, erede di Sir John Barrington, III baronetto.
- Mary (1652-1678) che sposò Sir Henry St. John, I visconte di St. John;
- Essex Rich, che sposò Daniel Finch, II conte di Nottingham.